# 博坎

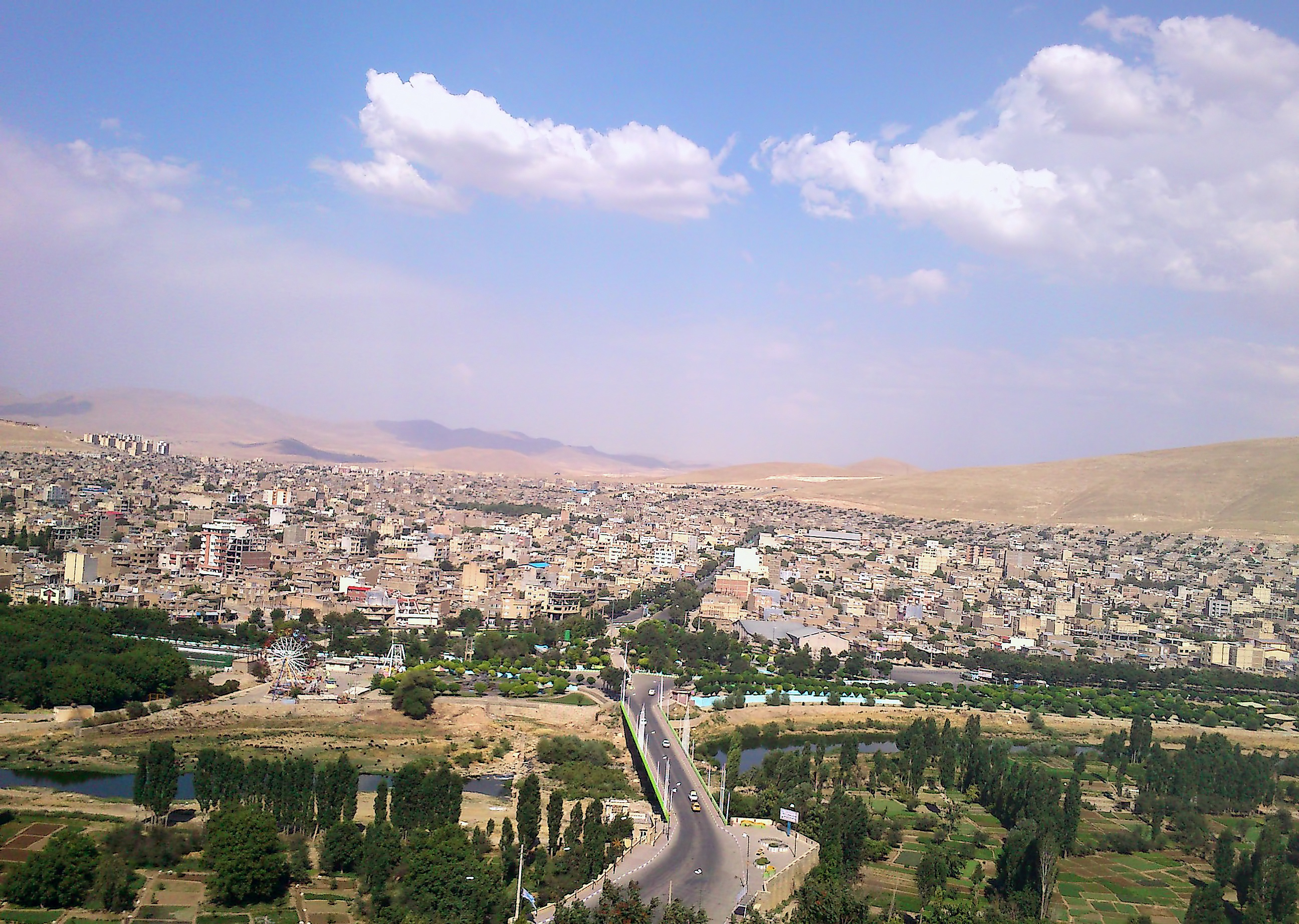

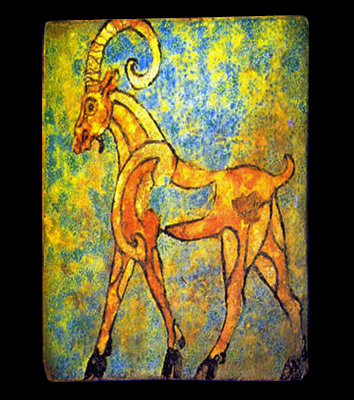

博坎（波斯語：‎，羅馬化：Bukân, ：‎，羅馬化：Bokan），是伊朗的城市，位於該國西北部爾米亞湖以南，由西阿塞拜疆省負責管轄，海拔高度1,300米，2012年人口169,041，居民主要是庫爾德人，大部分居民信奉伊斯蘭教。

## 外部連結
- Bukan （页面存档备份，存于） entry in the Encyclopædia Iranica
- Mannaean glazed bricks from Bukan （页面存档备份，存于）

36°31′16″N 46°12′32″E / 36.52111°N 46.20889°E